# آلخاندرو آگوستین دومنز
آلخاندرو آگوستین دومنز (انگلیسی: Alejandro Agustín Domenez؛ زادهٔ ۲۵ فوریهٔ ۱۹۸۷) بازیکن فوتبال اهل آرژانتین است.
از باشگاه‌هایی که در آن بازی کرده‌است می‌توان به باشگاه فوتبال جیمناسیا لاپلاتا اشاره کرد.